# Ars Praedicandi Populo
El Ars praedicandi populo (Manual de predicación al pueblo) es una obra literaria escrita por Francesc Eiximenis en latín antes de 1379. Pertenece al género de los manuales de predicación, que fue un género muy desarrollado en la Edad Media entre los escolásticos. 
Esta obra fue encontrada en un manuscrito en Cracovia por el padre capuchino Martí de Barcelona, que lo transcribió y lo editó en 1936.

## Estructura
La obra estructura el discurso del predicador de una manera sencilla:
- Introductio (introducción) : Una introducción general al tema basada en un fragmento de las Escrituras.
- Introductio thematis (introducción al tema): Una introducción directa al tema.
- Divisio thematis (división del tema): División del tema, siguiendo directrices lógicas y mnemotécnicas.

## Difusión
Según indicó el erudito Manuel Sanchis Guarner, el esquema de división de los sermones de esta obra fue uno de los que seguía en sus predicaciones
el gran predicador coetáneo valenciano san Vicente Ferrer.

## Edición digital dentro de las obras completason line
- Obras completas de Francesc Eiximenis (en catalán y en latín) (enlace roto disponible en Internet Archive; véase el historial, la primera versión y la última)..